# Acer pectinatum
Acer pectinatum ist eine Pflanzenart aus der Gattung der Ahorne (Acer) in der Familie der Seifenbaumgewächse (Sapindaceae). Sie kommt in Ost- und Südasien vor.

## Beschreibung

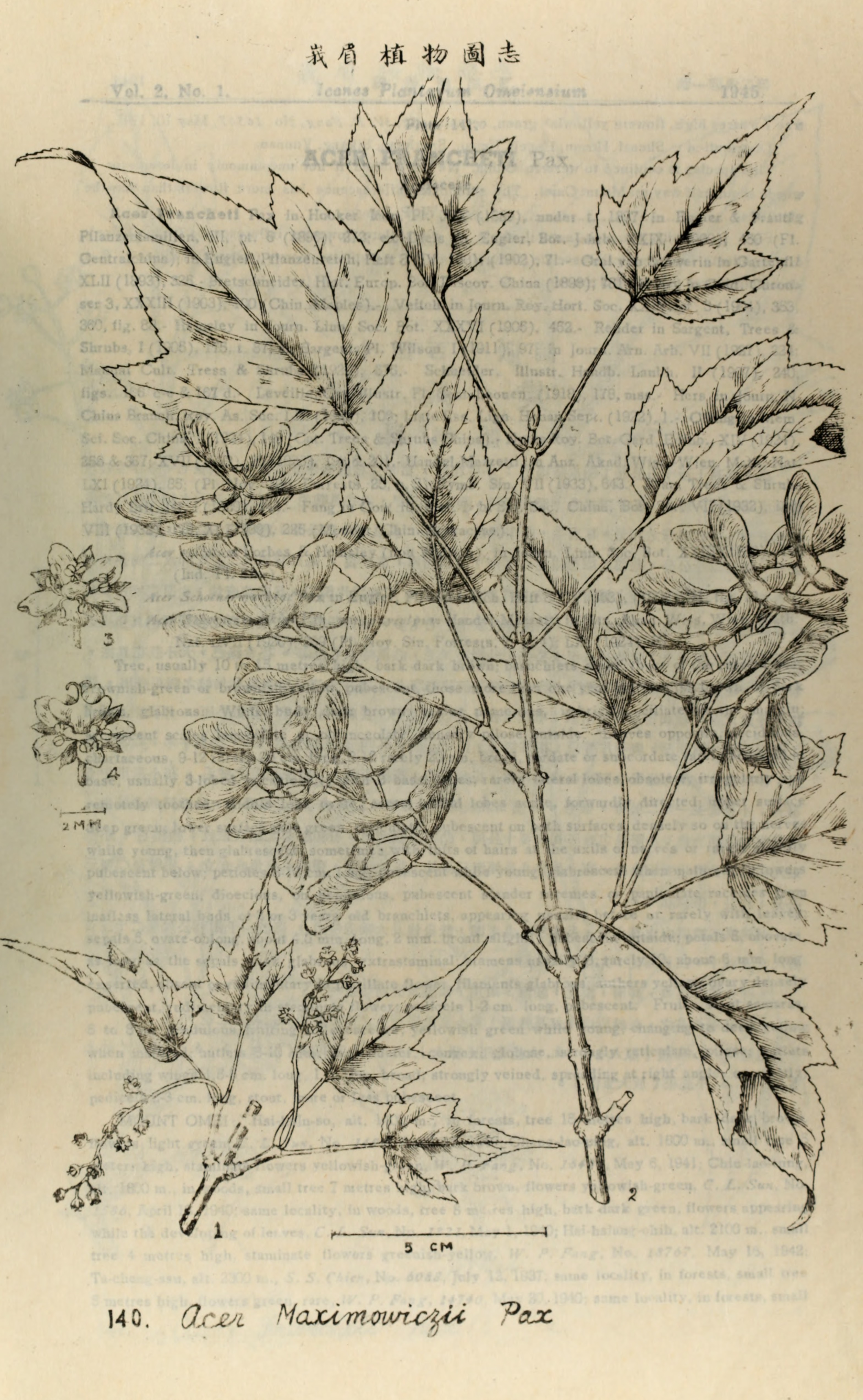
Illustration von Acer pectinatum subsp. maximowiczii

### Vegetative Merkmale
Acer pectinatum wächst als sommergrüner Baum der Wuchshöhen von bis zu 20 Metern erreichen kann. Die glatte bis leicht rissige, teils längsstreifige Borke ist braun bis grünlich oder gräulich und die unbehaarte Rinde der Zweige violett bis violett-grün. Die Winterknospen sind violett.
Die gegenständig an den Zweigen angeordneten Laubblätter sind in Blattstiel und -spreite gegliedert. Der 2 bis 7 Zentimeter lange, violett-rote und teils rinnige Blattstiel weist bei jungen Bäumen eine rötlichbraune Behaarung auf, die mit zunehmendem Alter verschwindet. Die leicht ledrige, gelappte bis geteilte und zugespitzte bis geschwänzte Blattspreite ist bei einer Länge von 7 bis 14 Zentimetern sowie einer Breite von 5 bis 8 Zentimetern eiförmig und meist drei- bis fünflappig. Die, teils gelappten, Lappen sind spitz bis geschwänzt. Der Blattrand ist einfach bis doppelt gesägt bis gezähnt. Die Basis ist mehr oder weniger herzförmig bis abgerundet. Die kahle Blattoberseite ist mattgrün, die Unterseite hellgrün und auf den Adern mehr oder weniger rötlich behaart bis fast kahl.

### Generative Merkmale
Die Blütezeit liegt im April bis Mai erst nach dem Blattaustrieb. Bei Acer pectinatum liegt Einhäusigkeit, Monözie vor. Der endständige und traubige Blütenstand ist 6 bis 8 Zentimeter lang und enthält meist 10 bis 40 Blüten. Die schlanken Blütenstielen sind 5 bis 7 Millimeter lang.
Die kleinen, funktionell eingeschlechtlichen Blüten sind radiärsymmetrisch und fünfzählig mit doppelter Blütenhülle. Bei den männlichen Blüten sind die fünf mit einer Länge von etwa 5 Millimeter länglichen Kelchblätter purpur-grünlich, die fünf, weiß-gelblichen Kronblätter sind verkehrt-eiförmig und es sind 8 kurze, kahle, etwa 2 Millimeter große Staubblätter vorhanden, außerdem ist ein nur rudimentärer Fruchtknoten mit fast sitzenden Narbenästen ausgebildet. Bei weiblichen Blüten sind Staminodien mit Antheroden und ein kahler Fruchtknoten vorhanden. Es ist jeweils ein Diskus vorhanden.
Die zweiteilige, geflügelte Spaltfrucht ist 1,6 bis 2,5 Zentimeter lang sowie 6 bis 8 Millimeter dick. Die mit einem rechten bis stumpfen Winkel abstehenden Flügel sind sichelförmig. Die flache Nussfrucht, der einsamigen Teilfrüchte, ist etwa 7 Millimeter lang und etwa 4 Millimeter breit. Die Früchte reifen im September.

### Chromosomenzahl
Die Chromosomenzahl beträgt 2n = 26.

## Standorte
In China gedeiht Acer pectinatum vor allem in Mischwäldern in Höhenlagen von 2300 bis 3700 Metern.

## Systematik und Verbreitung

### Taxonomie
Als Erstbeschreibung von Acer pectinatum galt die Veröffentlichung aus dem Jahr 1881 durch Nathaniel Wallich in George Nicholson: The Gardeners’ Chronicle, Series 2, 15, S. 365, Figur 69. Der Name Acer pectinatum Wall. ex G.Nicholson nom. illeg., nom. superfl. gilt als Synonym für Acer acuminatum Wall. ex D.Don. Die gültige Erstbeschreibung von Acer pectinatum erfolgte schon 1874 durch Nathaniel Wallich in Dietrich Brandis: Forest Fl. N.W. India, S. 112.

### Äußere Systematik
Die Art Acer pectinatum gehört zur Sektion Macrantha aus der Gattung Acer.

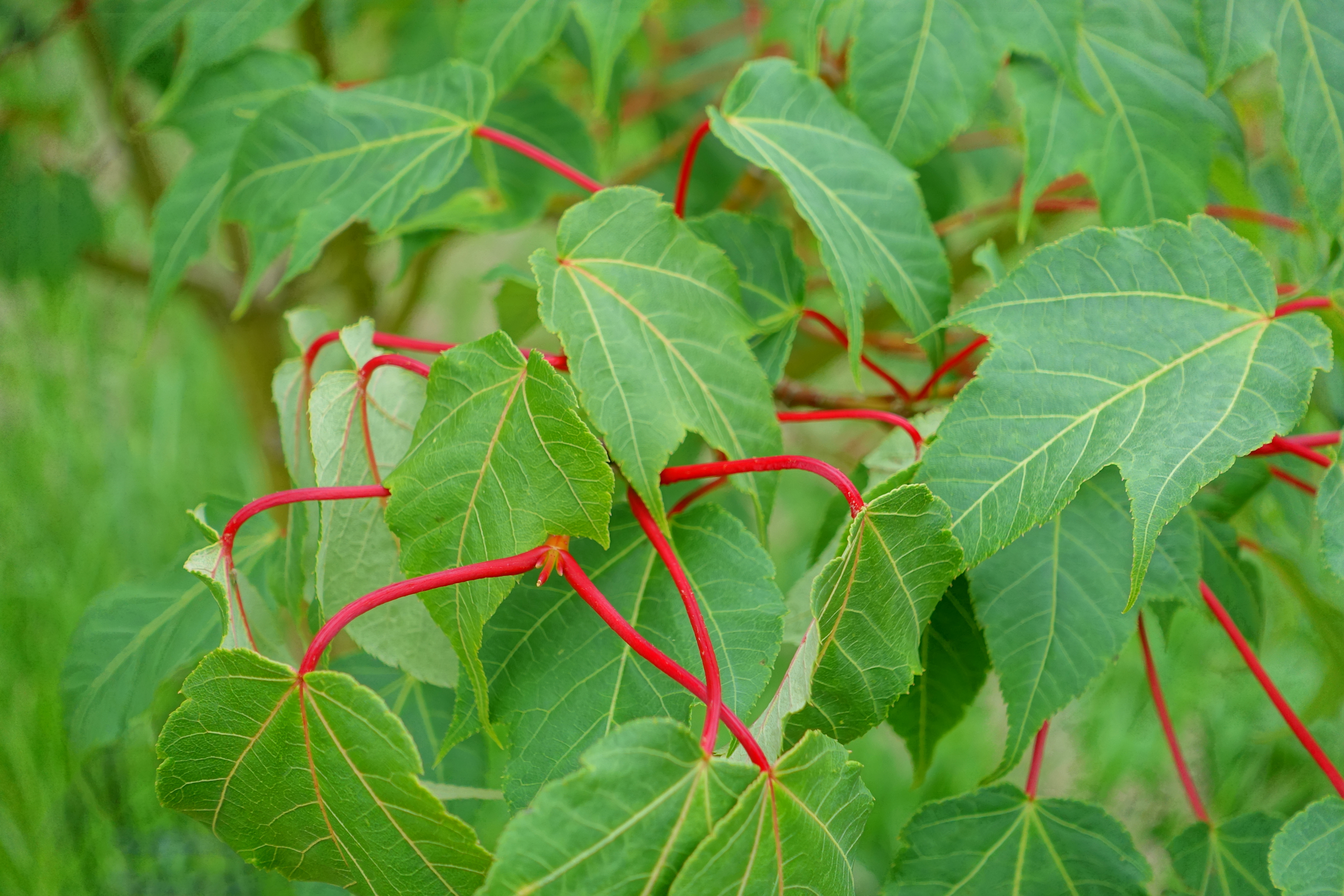
Laubblätter der Sorte Acer pectinatum subsp. forrestii ‘Sparkling’

### Unterarten und ihre Verbreitung
Das natürliche Verbreitungsgebiet von Acer pectinatum umfasst Nordost- und Nordwestindien, Sikkim, Bhutan, Nepal, das nordöstliche Myanmar, östliches und südliches Tibet und die chinesischen Provinzen: südliches Gansu, nordöstliches Guangxi, Guizhou, westliches Henan, westliches Hubei, Hunan, südliches Qinghai, südliches Shaanxi, südliches Shanxi, westliches Sichuan sowie nordwestliches Yunnan.
Von der Art Acer pectinatum gibt es fünf Unterarten:
- Acer pectinatum subsp. pectinatum
- Acer pectinatum subsp. forrestii (Diels) A.E.Murray (Syn.: Acer forrestii Diels): Sie ist nach George Forrest (1873–1932) benannt. Sie kommt im südwestlichen Sichuan sowie nordwestlichen Yunnan vor. (Auch als eigene Art)
- Acer pectinatum subsp. laxiflorum (Pax) A.E.Murray (Syn.: Acer laxiflorum Pax): Sie kommt nur im westlichen Sichuan vor. (Auch als eigene Art)
- Acer pectinatum subsp. maximowiczii (Pax) A.E.Murray (Syn.: Acer maximowiczii Pax): Sie kommt im Großteil des chinesischen Verbreitungsgebietes vor.
 (Auch als eigene Art)
- Acer pectinatum Wall. ex G.Nicholson subsp. pectinatum (Syn.: Acer laisuense W.P.Fang & W.K.Hu, Acer pectinatum var. caudatilobum (Rehder) A.E.Murray): Sie ist in Indien, Bhutan, Nepal, Myanmar und im südlichen Tibet sowie nordwestlichen Yunnan verbreitet.[1] (Auch als eigene Art)
- Acer pectinatum subsp. taronense (Hand.-Mazz.) A.E.Murray (Syn.: Acer taronense Hand.-Mazz.): Sie kommt im nordöstlichen Indien, in Bhutan, Myanmar, im östlichen Tibet, im westlichen Sichuan sowie nordwestlichen Yunnan vor.[1]